# In Old Kentucky (1927)
In Old Kentucky is een Amerikaanse dramafilm uit 1927 onder regie van John M. Stahl. Destijds werd de film in Nederland uitgebracht onder de titel In het oude Kentucky.

## Verhaal
Jimmy Brierly wil zijn vader helpen met zijn drankprobleem na de Grote Oorlog. Intussen bereidt hij zijn paard voor op de Kentucky Derby. Door de paardenrennen te winnen wil hij de familieboerderij van het verval redden. 

## Rolverdeling
| Acteur            | Personage        |
| ----------------- | ---------------- |
| James Murray      | Jimmy Brierly    |
| Helene Costello   | Nancy Holden     |
| Wesley Barry      | Skippy Lowry     |
| Dorothy Cumming   | Mevrouw Brierly  |
| Edward Martindel  | Mijnheer Brierly |
| Harvey Clark      | Dan Lowry        |
| Stepin Fetchit    | Highpockets      |
| Carolynne Snowden | Lily May         |
| Nick Cogley       | Oom Bible        |